# Südalinn
Südalinn est un quartier du district de Kesklinn à Tallinn en Estonie.

## Description
Südalinn a une superficie de 25 hectares et en 2019, Südalinn compte 172 habitants.
Ses quartiers limitrophes sont Vanalinn, Sadama, Kompassi, Maakri, Sibulaküla et Tatari.
La frontière d'Asumi passe par Pärnu maantee, Viru väljak, Narva maantee, Ants Laikmaa tänav, Rävala puiestee, Kentmanni tänav et Estonia puiestee.
Südalinn abrite Estonia puiestee, Gonsiori tänav, Islandi väljak, Kaubamaja tänav, Kentmanni tänav, Ants Laikmaa tänav, Narva maantee, Georg Otsa tänav, Rävala puiestee, Sakala tänav, Teatri väljak et Viru väljak.

## Population
| 2008 | 2010 | 2011 | 2012 | 2013 | 2014 |
| ---- | ---- | ---- | ---- | ---- | ---- |
| 123  | 132  | 129  | 148  | 148  | 169  |

| 2015 | 2016 | 2017 | 2018 | 2019 | 2020 |
| ---- | ---- | ---- | ---- | ---- | ---- |
| 169  | 180  | 166  | 183  | 172  | 168  |

| 2021 | 2022 | - | - | - | - |
| ---- | ---- | - | - | - | - |
| 171  | 179  | - | - | - | - |

## Monuments

### Administrations
- Sakala tn 1 - Ministère de la Défense ;
- Estonia pst 5A - Conseil de l'Éducation de Tallinn (et) ;
- Estonia pst 13 - Banque d'Estonie.

### Établissements d'enseignement
- Estonia pst 6 - Lycée scientifique de Tallinn (et);
- Estonia pst 10 - Lycée anglais de Tallinn (et) ;
- Pärnu mnt 11 - École primaire de Kesklinn[9]..

### Institutions culturelles
- Pärnu mnt 5 - Théâtre dramatique d'Estonie ;
- Estonia pst 4 — Opéra national estonien ;
- Estonia pst 8 - Bibliothèque centrale de Tallinn ;
- Estonia pst 9 — Salle de concert Alexela (et) ;
- Rävala pst 10 – Bibliothèque académique de l'Université de Tallinn ;
- Estonia pst 11— Musée de la Banque d'Estonie (et) ;
- Viru väljak 4 – Musée du KGB dans le Sokos Hotel Viru .

### Entreprises commerciales et hôtels
- Viru väljak 4 - Sokos Hotel Viru;
- Viru väljak 4-6 - Viru Keskus ;
- Gonsiori tn 2 - Tallinna Kaubamaja ;
- Estonia pst 9 - Solarise keskus .

## Transport en commun
Les lignes de bus   3, 9, 11, 14, 15, 16, 18, 18A, 20, 20A, 22, 23, 24, 31, 35, 40, 42, 46, 67, les lignes de trolleybus 1 et 3 passent par Südalinn.
Les lignes de tramway 1, 2, 3 et 4 passent par Südalinn.

## Galerie

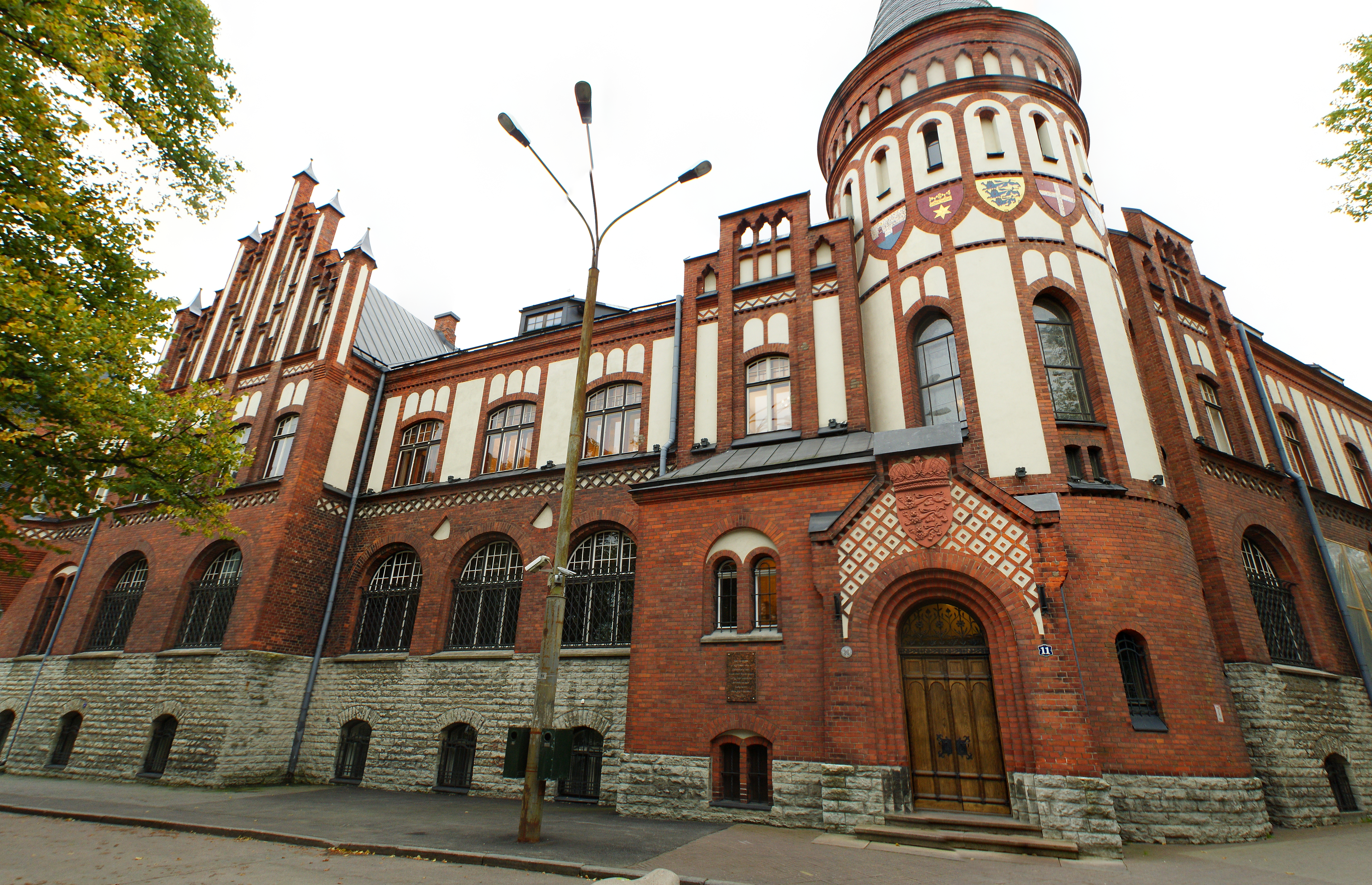
Immeuble Panga.
Viru Keskus
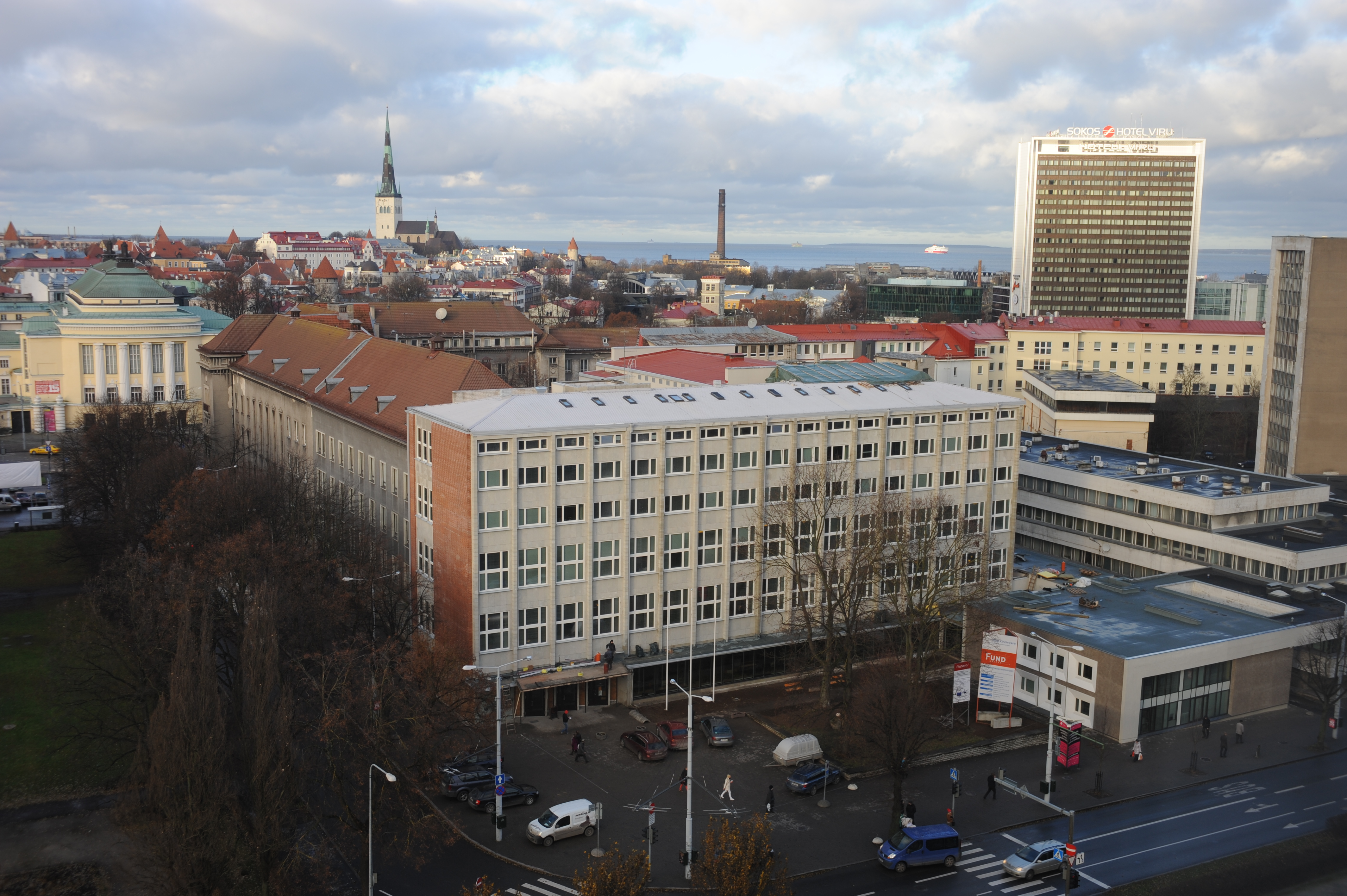
Bibliothèque universitaire.

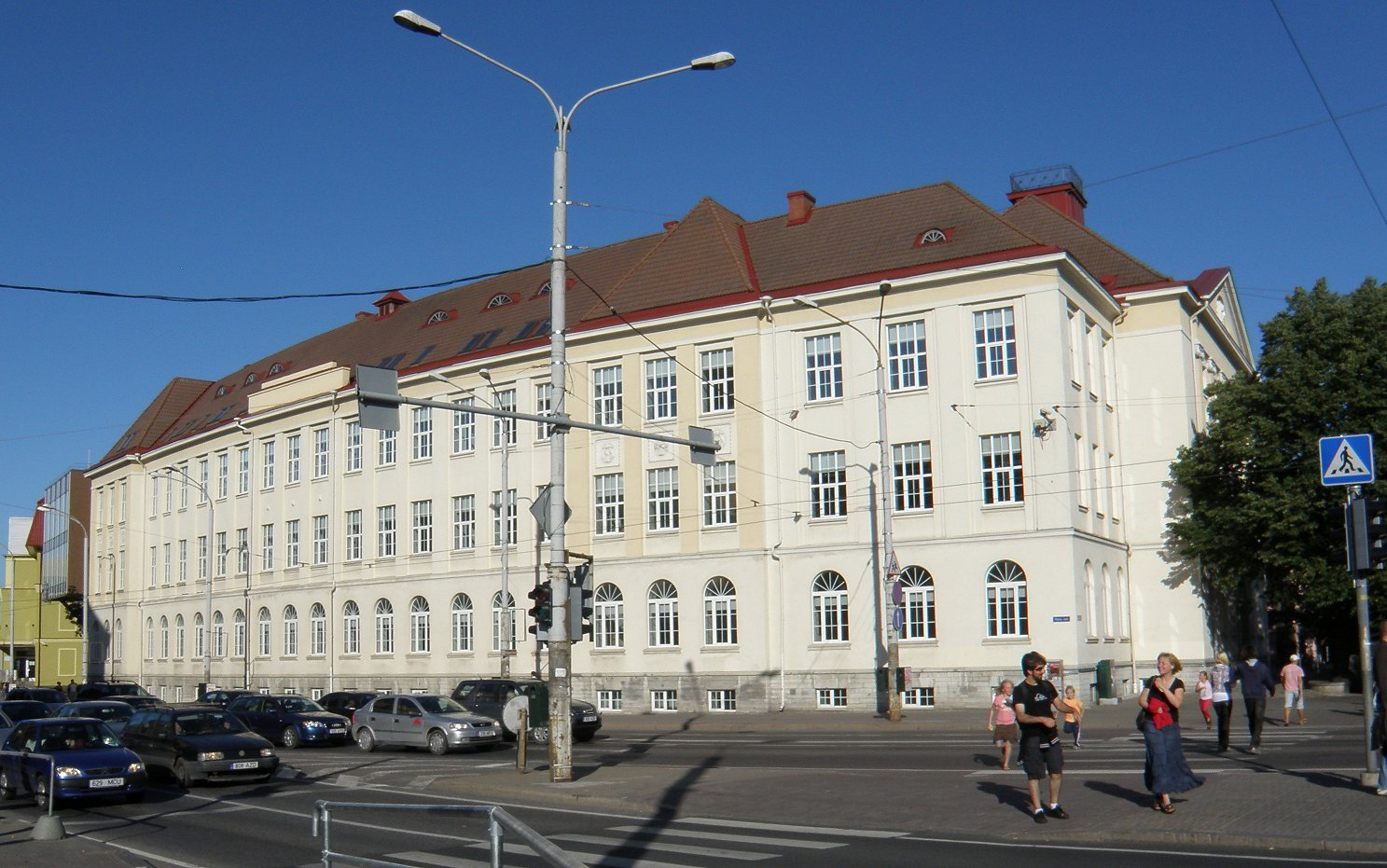
Lycée anglais.
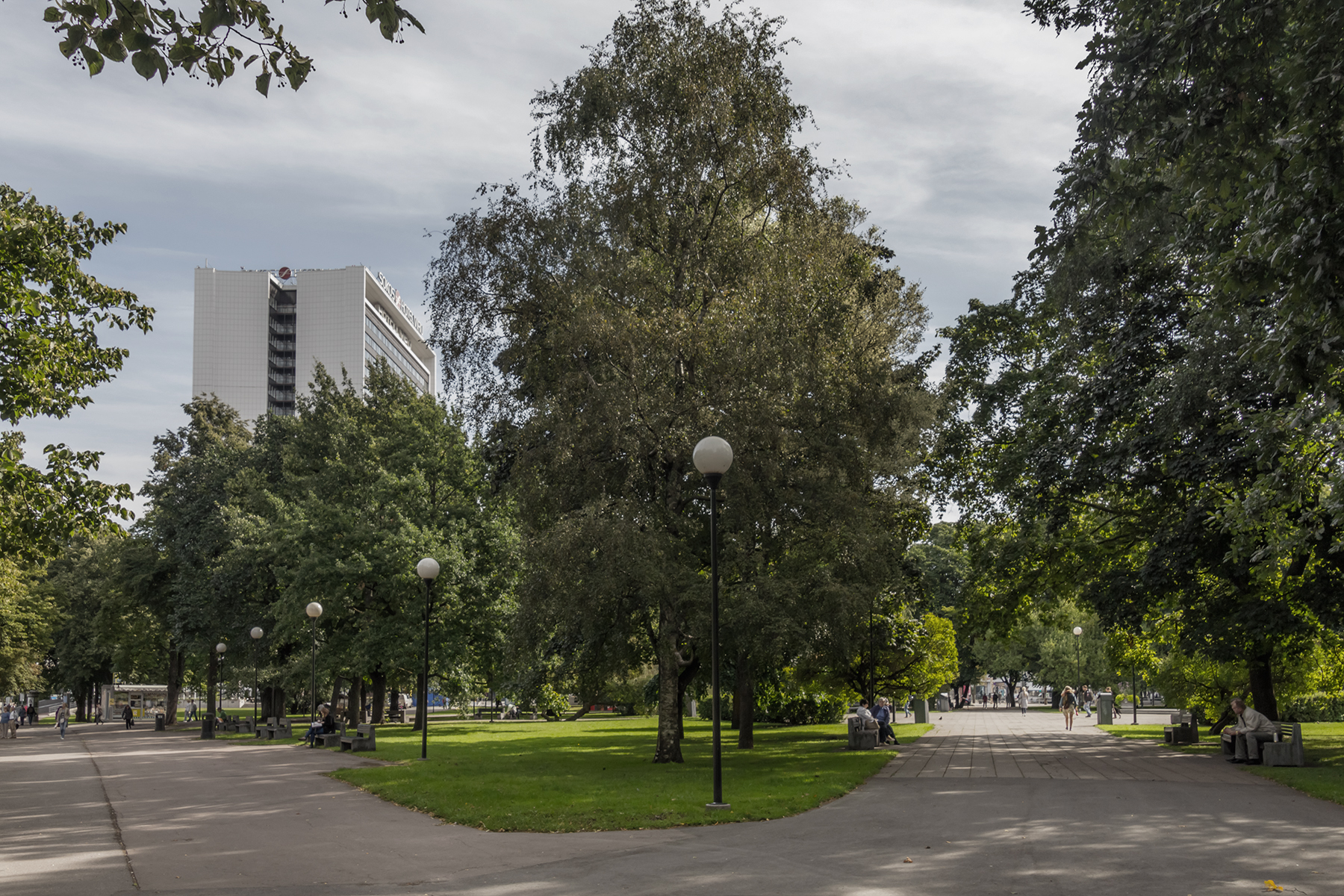
Parc Tammsaare.
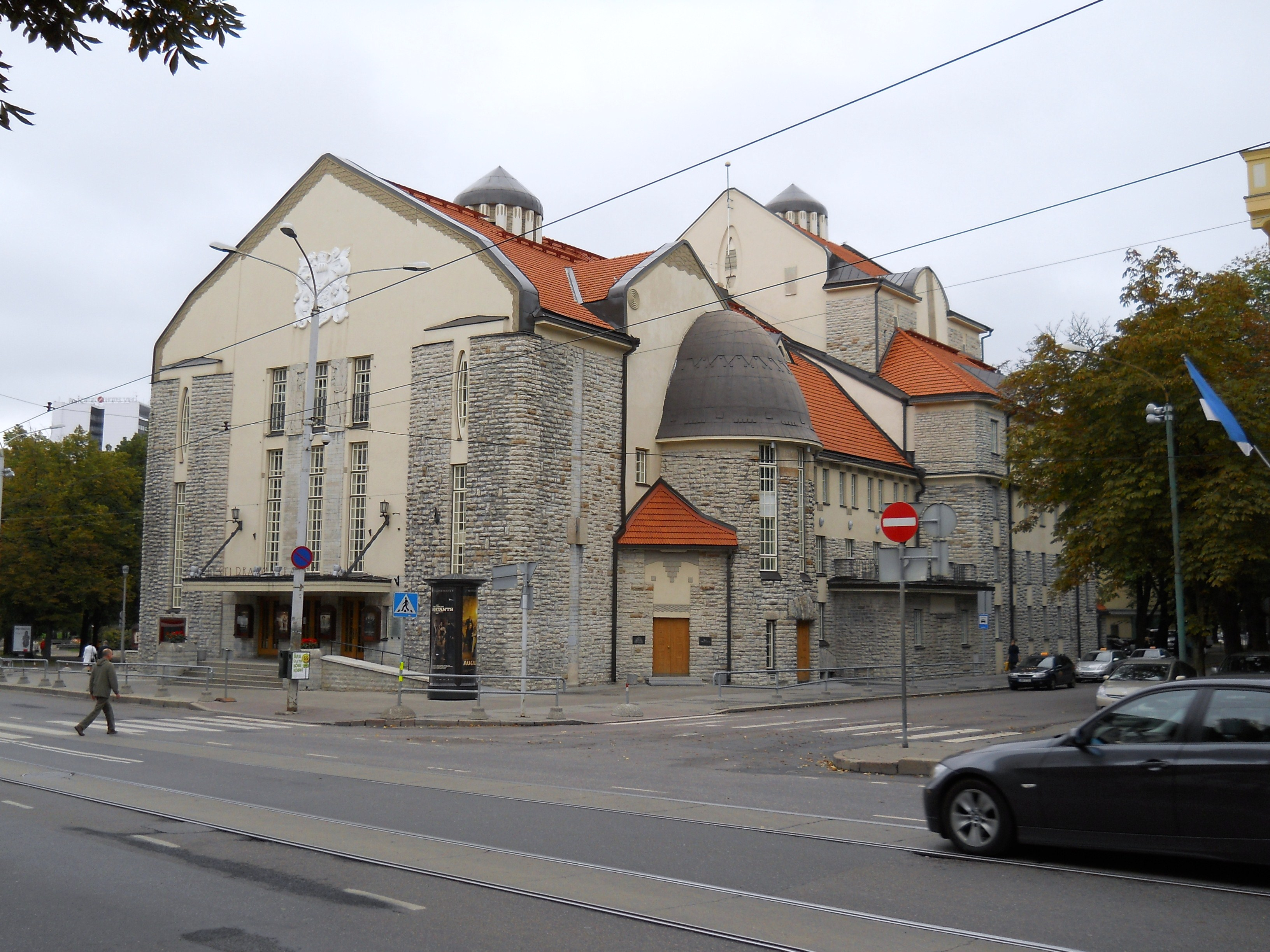
Théâtre dramatique estonien.
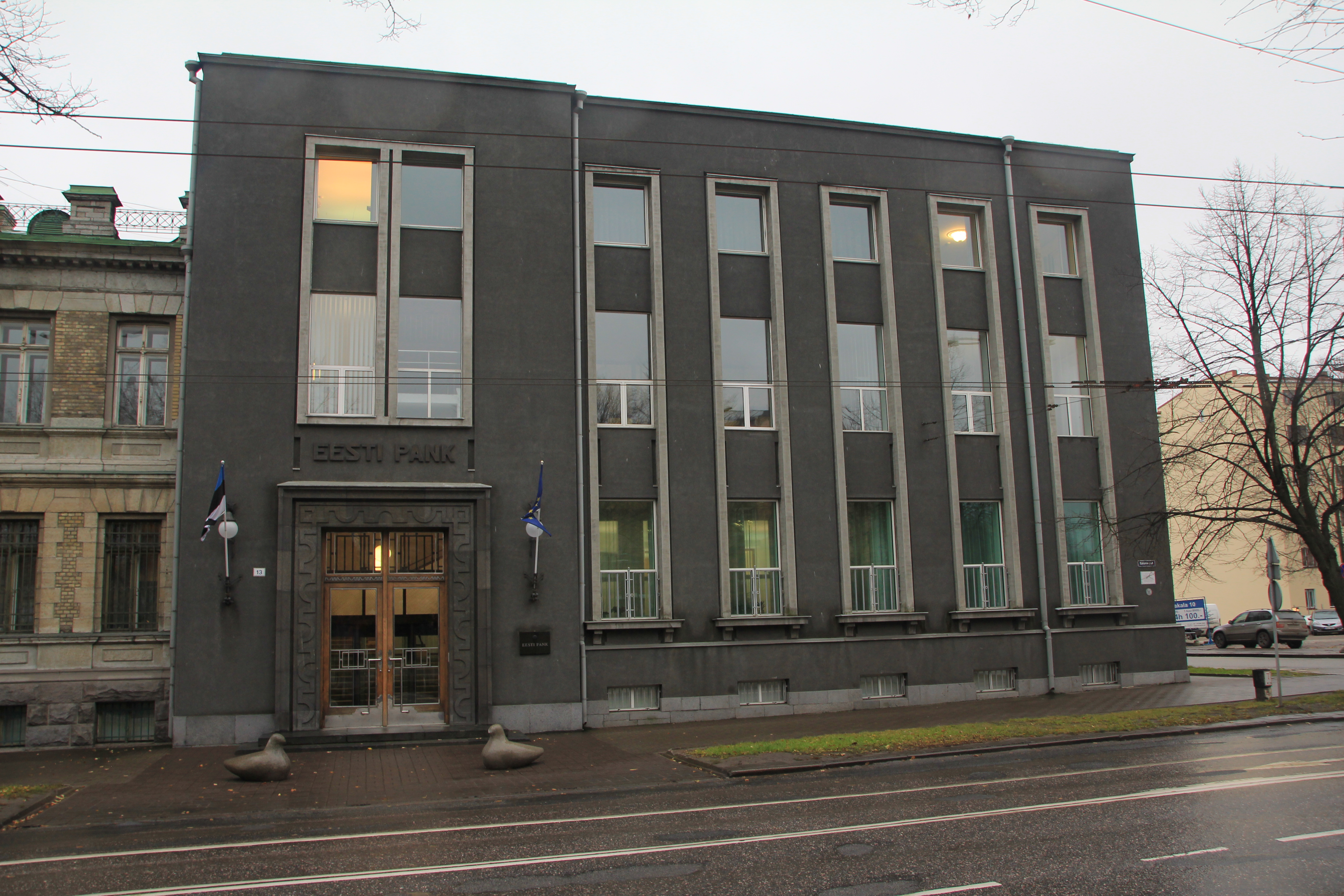
Banque d'Estonie.

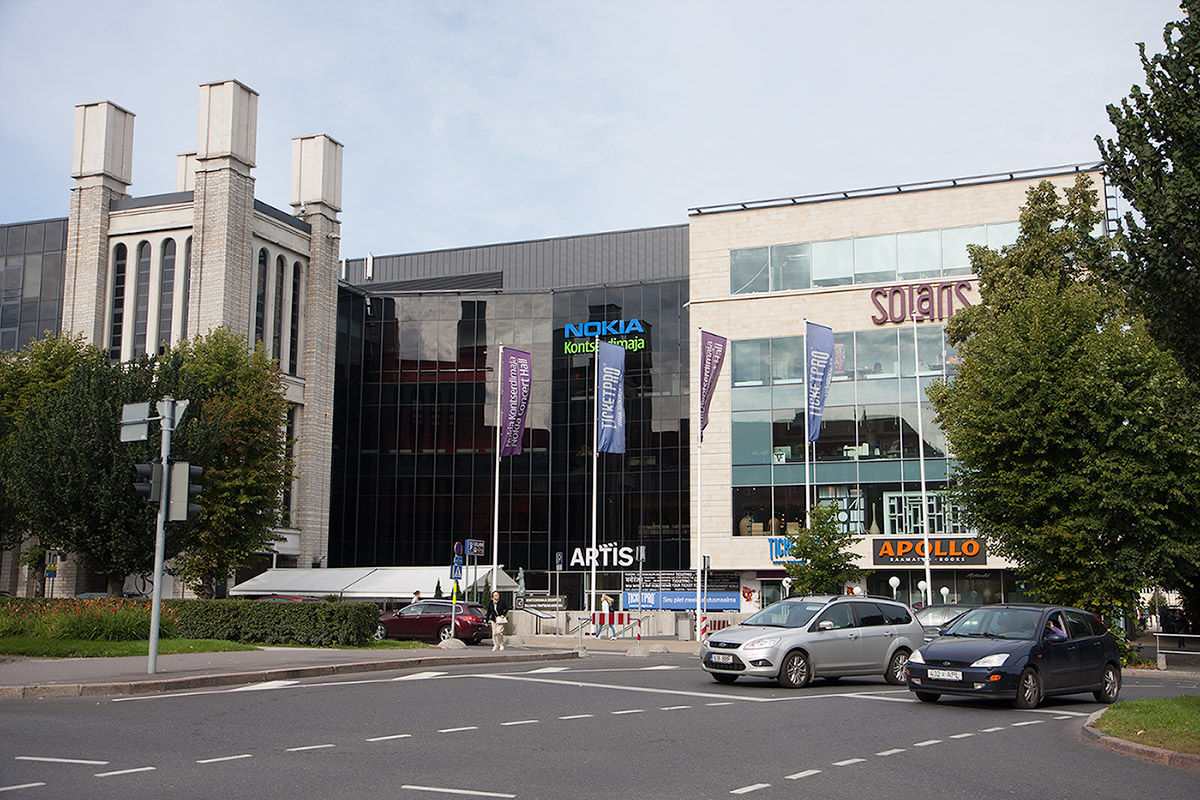
Solarise keskus.
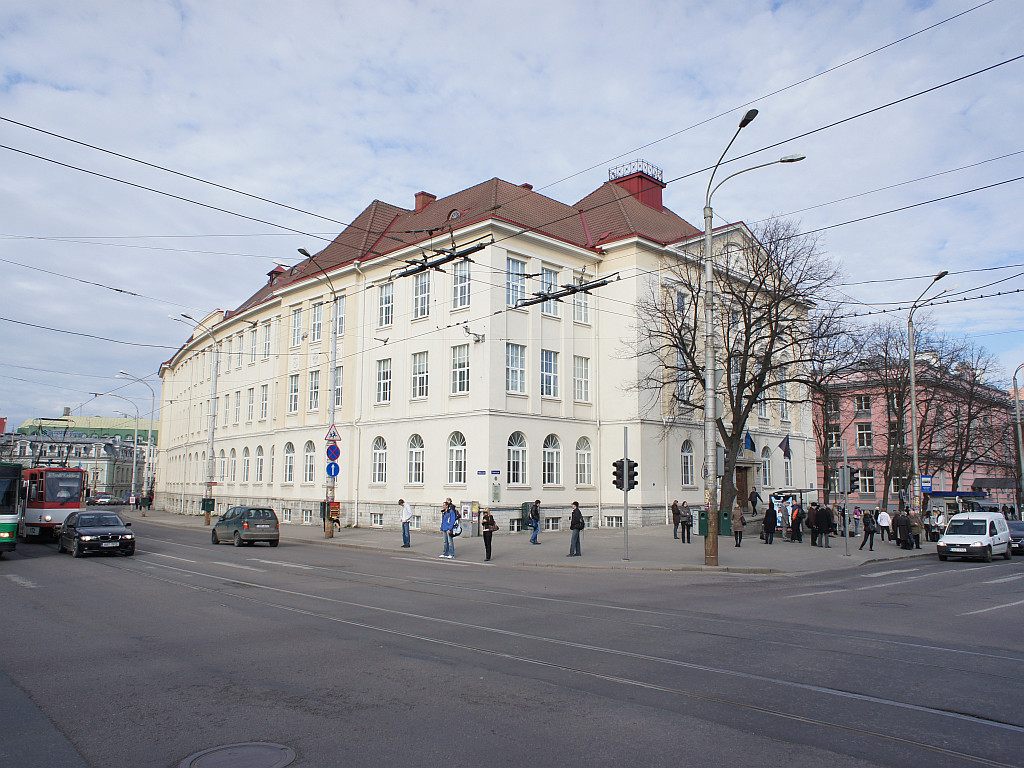
Lycée commercial.
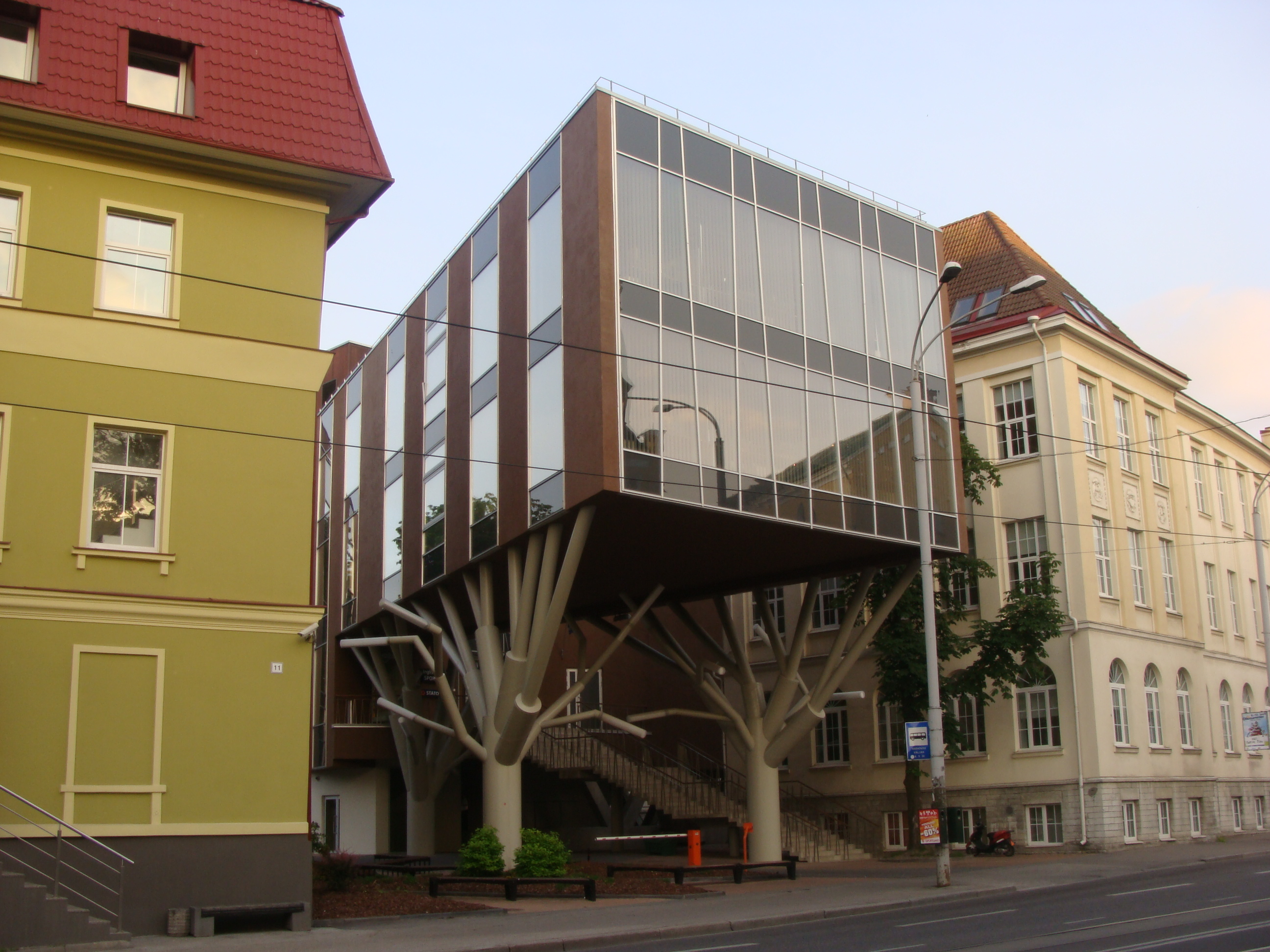
Lycée anglais.
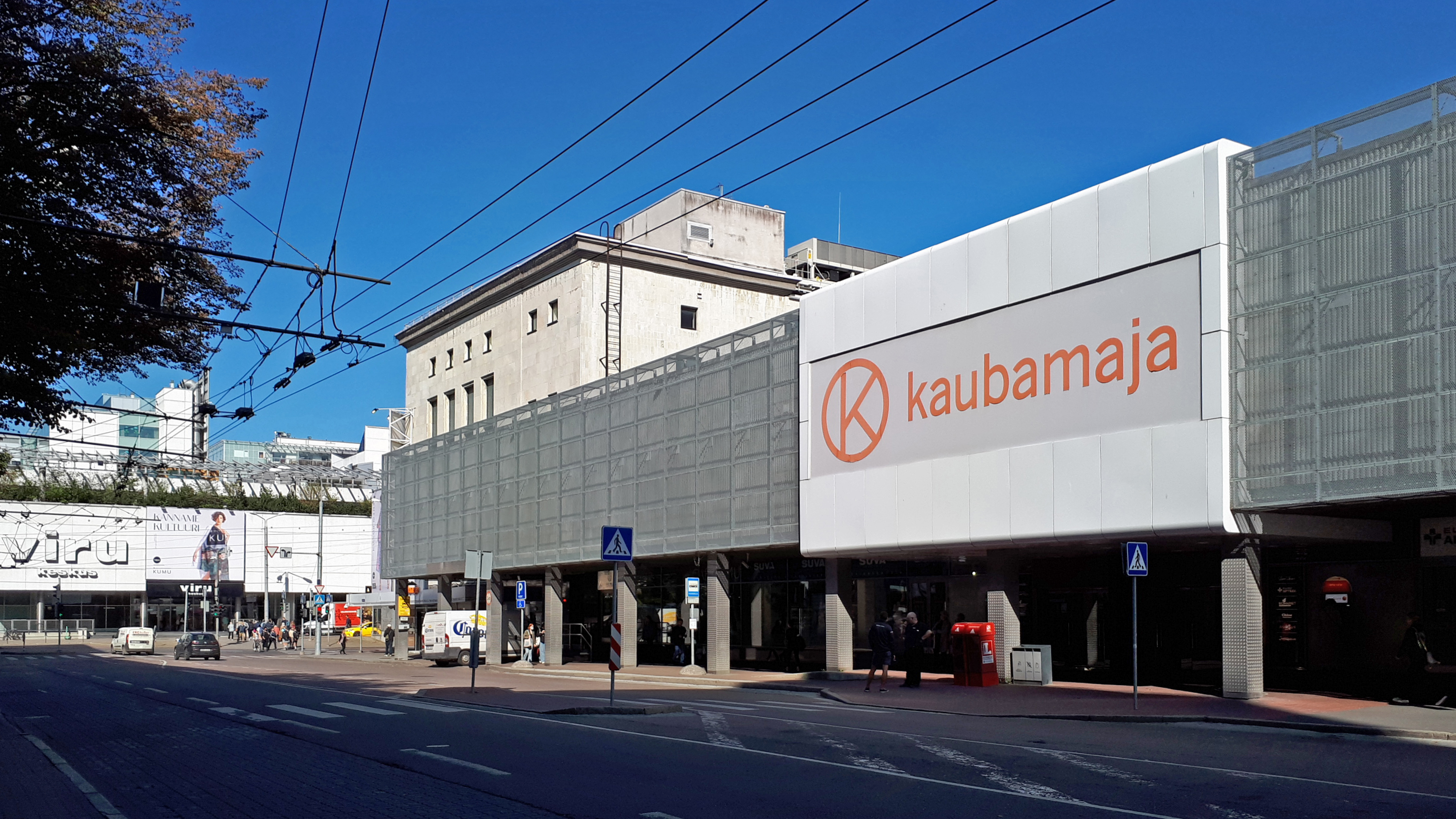
Grand magasin de Tallinn.